# Pedrosillo de los Aires
Pedrosillo de los Aires là một đô thị ở tỉnh Salamanca, tây Tây Ban Nha, thuộc cộng đồng tự trị Castile-Leon. Đô thị này có cự ly 32 kilômét so với thành phố tỉnh lỵ Salamanca và có dân số 425 người.
Đô thị này có diện tích 70,39 km².
Đô thị này nằm trên độ cao 882 mét trên mực nước biển.
Mã số bưu chính là 37788.